# Thomas Fale
Thomas Fale (activo en 1604) fue un matemático inglés.
Matriculado como alumno de pocos medios, obligado a realizar tareas para otros estudiantes en el Caius College de la Universidad de Cambridge, en noviembre de 1578, se trasladó al Corpus Christi College (Cambridge) de la misma Universidad, en 1582, obteniendo diversos grados académicos en Artes y Teología. En 1604, tenía licencia universitaria para ejercer la medicina. La única obra conocida que fue publicada por Fale lleva por título: Horologiographia. The Art of Dialling: teaching an easie and perfect way to make all kinds of Dials vpon any plaine Plat howsouer placed: VVith the drawing of the Twelue Signes, and Houres vnequall in them all. Whereunto is annexed the making and vse of other Dials and Instruments, whereby the houre of the day and night is knowe. Of speciall vse and delight not onely for Students of the Arts Mathematicall, but also for diuers Artificers, Architects, Surueyours of buildings, free-Masons, Saylors, and others, 4.º, Londres, 1593 (otras ediciones aparecieron en 1626 y 1652). Una dedicatoria en latín se dirige a todos los amantes de las matemáticas de la Universidad de Cambridge. Se entiende que incluye la primera tabla trigonométrica impresa en Inglaterra.